# Uganda International
Die Uganda International sind eine offene internationale Meisterschaften von Uganda im Badminton. Austragungen sind seit 1955 belegt. Später fanden sie über einen längeren Zeitraum nicht statt. Seit 2008 wurde wieder zu einer regelmäßigen Austragung übergegangen. Nationale Titelkämpfe werden seit 1964 ausgetragen. Seit 2023 wird mit der Uganda International Challenge eine weitere internationale Badmintonmeisterschaft in Uganda ausgetragen.

## Die Sieger
| Saison    | Herreneinzel          | Dameneinzel           | Herrendoppel                                       | Damendoppel                                 | Mixed                                   |
| --------- | --------------------- | --------------------- | -------------------------------------------------- | ------------------------------------------- | --------------------------------------- |
| 1955      | Subhas R. Dalal       | Mary Borges           | Mahendra C. Patel Harilal R. Sejpal                | Mary Borges Menezes                         | Dinkar C. Patel C. D’Souza              |
| 1956      | Dinkar C. Patel       | Mary Borges           | Mahendra C. Patel Harilal R. Sejpal                | Mary Borges Menezes                         | Dinkar C. Patel C. D’Souza              |
| 1957      | Mahendra C. Patel     | Rashmi Shah           | Mahendra C. Patel Harilal R. Sejpal                | Z. Malakai C. D’Souza                       | Dinkar C. Patel C. D’Souza              |
| 1958      | Chandrakant D. Patel  | C. D’Souza            | Mahendra C. Patel Chandrakant D. Patel             | Z. Malakai C. D’Souza                       | Hildebrand Dias F. Carneiro             |
| 1959      | Shamas J. Rayani      | Mary Borges           | Shamas J. Rayani S. Desai                          | Mary Borges A. Mathias                      | Shamas J. Rayani Roberts                |
| 1960      | Chandrakant D. Patel  | Mary Borges           | Harilal R. Sejpal D. D. Patel                      | C. D’Souza F. Gazdar                        | Chandrakant D. Patel F. Gazdar          |
| 1961      | Chandrakant D. Patel  | Mary Borges           | Chandrakant D. Patel Hildebrand Dias               | Mary Borges F. Gazdar                       | Chandrakant D. Patel F. Gazdar          |
| 1962      | Chandrakant D. Patel  | Norma D’Souza         | Chandrakant D. Patel Hildebrand Dias               | L. Sadrudin P. Boywala                      | D. D. Patel L. Sadrudin                 |
| 1963      | Shamas Gulam          | Norma D’Souza         | Harilal R. Sejpal D. D. Patel                      | Norma D’Souza M. D’Souza                    | Shamas Gulam P. Billimoria              |
| 1964      | Chandrakant D. Patel  | K. Sidi               | Chandrakant D. Patel Hildebrand Dias               | K. Sidi B. Weskob                           | Dinoo Damani K. Sidi                    |
| 1965      | Chandrakant D. Patel  | Alice de Souza        | Chandrakant D. Patel Hildebrand Dias               | Alice de Souza Jeanette Paes                | Shamas Gulam Alice de Souza             |
| 1966      | Shamas Gulam          | Jeanette Paes         | Shamas Gulam V. J. Maini                           | Maureen Paes Jeanette Paes                  | Shamas Gulam R. Kassam                  |
| 1967      | Chandrakant D. Patel  | Rena Dias             | D. D. Patel Harilal R. Sejpal                      | Rena Dias H. Skinner                        | D. D. Patel K. Jetha                    |
| 1968 1971 | keine Daten           | keine Daten           | keine Daten                                        | keine Daten                                 | keine Daten                             |
| 1972      |                       |                       | Punch Gunalan                                      |                                             |                                         |
| 1973 1994 | keine Daten           | keine Daten           | keine Daten                                        | keine Daten                                 | keine Daten                             |
| 1995      | Christopher Musaazi   | Helen Luziika         | Naveen Frank Nsubuga                               | Helen Luziika Annet Nakamya                 | Naveen Annet Nakamya                    |
| 1996 2007 | nicht ausgetragen     | nicht ausgetragen     | nicht ausgetragen                                  | nicht ausgetragen                           | nicht ausgetragen                       |
| 2008      | Kęstutis Navickas     | Agnese Allegrini      | Dinuka Karunaratne Diluka Karunaratne              | nicht ausgetragen                           | nicht ausgetragen                       |
| 2009      | Ali Shahhosseini      | Karen Foo Kune        | Shaban Nkutu Ali Shahhosseini                      | Shamim Bangi Margaret Nankabirwa            | Abraham Wogute Rita Namusisi            |
| 2010      | Jinkan Ifraimu        | Carolina Marín        | Dorian James Willem Viljoen                        | Michelle Edwards Annari Viljoen             | Dorian James Michelle Edwards           |
| 2011      | Jan Fröhlich          | Telma Santos          | Giovanni Greco Daniel Messersi                     | Özge Bayrak Öznur Çalışkan                  | Ivan Mayega Norah Nassimbwa             |
| 2012      | Niluka Karunaratne    | Jeanine Cicognini     | Dorian James Willem Viljoen                        | Michelle Edwards Annari Viljoen             | Willem Viljoen Annari Viljoen           |
| 2013      | Dinuka Karunaratne    | Saili Rane            | Giovanni Greco Daniel Messersi                     | Shama Aboobakar Grace Gabriel               | Mahmoud Elsayad Nadine Ashraf           |
| 2014      | Dinuka Karunaratne    | Trupti Murgunde       | Chong Chun Quan Yeoh Seng Zoe                      | Tosin Damilola Atolagbe Fatima Azeez        | Ola Fagbemi Dorcas Ajoke Adesokan       |
| 2015      | Jacob Maliekal        | Ebru Yazgan           | Pavel Florián Ondřej Kopřiva                       | Siki Reddy Poorvisha Ram                    | Tarun Kona Siki Reddy                   |
| 2016      | Niluka Karunaratne    | Telma Santos          | Dinuka Karunaratne Niluka Karunaratne              | Cemre Fere Ebru Yazgan                      | Abdelrahman Kashkal Hadia Hosny         |
| 2017      | Georges Paul          | Shamim Bangi          | Alwin Francis Tarun Kona                           | Doha Hany Hadia Hosny                       | Bahaedeen Ahmad Alshannik Domou Amro    |
| 2018      | Pierrick Cajot        | Kate Foo Kune         | Artur Niyazov Dmitriy Panarin                      | Doha Hany Hadia Hosny                       | Jonathan Persson Kate Foo Kune          |
| 2019      | B. M. Rahul Bharadwaj | Thet Htar Thuzar      | Godwin Olofua Anuoluwapo Juwon Opeyori             | Doha Hany Hadia Hosny                       | Howard Shu Paula Obanana                |
| 2020      | Gergely Krausz        | Thet Htar Thuzar      | Tarun Kona Shivam Sharma                           | J. Meghana Poorvisha Ram                    | Tarun Kona J. Meghana                   |
| 2021      | Varun Kapur           | Malvika Bansod        | nicht ausgetragen                                  | Husina Kobugabe Mable Namakoye              | Brian Kasirye Husina Kobugabe           |
| 2022      | Arnaud Merklé         | Talia Ng              | Boon Xin Yuan Wong Tien Ci                         | Kasturi Radhakrishnan Venosha Radhakrishnan | Koceila Mammeri Tanina Violette Mammeri |
| 2023      | Luis Ramón Garrido    | Meghana Reddy Mareddy | Brian Kasirye Muzafaru Lubega                      | Rutaparna Panda Swetaparna Panda            | Koceila Mammeri Tanina Violette Mammeri |
| 2024      | B. M. Rahul Bharadwaj | Loh Zhi Wei           | Nithin H. V. Venkata Harsha Vardhan Ra Veeramreddy | Gayatri Rawat Mansa Rawat                   | Ashraf Daniel Md Zakaria Lim Xuan       |
| 2025      | Manraj Singh          | Ishika Jaiswal        | Dingku Singh Konthoujam Amaan Mohammad             | Lauren Lam Allison Lee                      | Ishaan Bhatnagar Srinidhi Narayanan     |